# 레드애플
레드애플(Led Apple)은 서영준, 김효석, 이규민으로 구성된 대한민국의 3인조 남성그룹이다. 2009년에 일본 오디션 프로그램을 통해 결성되었고 주로 일본에서 활동하다가 2010년 10월 7일 디지털 앨범 "LED Apple"로 한국 공식 데뷔하였다. 이후 2015년 레드티(LedT)로 그룹명을 변경하였으며 2016년 3월 2일 일본에서 장장 1년간 진행되었던 LedT Regular Live Party-X을 끝으로 공식 해체 선언하였다.

## 이전 구성원
| 이름 | 소개 |
| ---- | --- |
| 영준 | - 이름 : 영준 (서영준) - 생년월일 : 1990년 5월 11일(34세) - 출생지 : 대한민국 서울특별시 - 학력 : 추계예술대학교 - 포지션 : 리더, 기타 - 유닛 : 한별 & 영준      |
| 한별 | - 이름 : 한별 (장한별) - 생년월일 : 1990년 7월 4일(34세) - 출생지 : 오스트레일리아 브리즈번 - 학력 : 퀸즐랜드 대학교 치대생 - 포지션 : 보컬 - 유닛 : 한별 & 영준 |
| 건우 | - 이름 : 건우 (박건우) - 생년월일 : 1991년 1월 18일(34세) - 출생지 : 대한민국 서울특별시 - 학력 : 추계예술대학교 - 포지션 : 건반, DJ - 유닛 : 건우 & 규민        |
| 효석 | - 이름 : 효석 (김효석) - 생년월일 : 1993년 4월 27일(31세) - 출생지 : 대한민국 서울특별시 - 학력 : 서울공연예술고등학교 - 포지션 : 드럼                           |
| 광연 | - 이름 : 광연 (김광연) - 생년월일 : 1993년 6월 12일(31세) - 출생지 : 대한민국 경기도 파주시 - 학력 : 광탄고등학교 - 포지션 : 베이스                              |
| 규민 | - 이름 : 규민 (이규민) - 생년월일 : 1993년 8월 10일(31세) - 출생지 : 대한민국 서울특별시 - 학력 : 경신고등학교 - 포지션 : 보컬, 래퍼 - 유닛 : 건우 & 규민        |

## 앨범
- 2010.10.07 LED Apple
- 2011.06.16 니가 뭔데
- 2011.11.11 CODA
- 2012.02.03 Time Is Up
- 2012.03.09 SADNESS
- 2012.07.05 Run To You
- 2012.08.07 해운대 연인들 OST Part 1
- 2012.11.16 바람아 불어라
- 2013.02.07 I`ll Be There For You (7급 공무원 ost)
- 2013.05.14 With Coffee (레드애플 한별&지아)
- 2013.05.27 밥은 제때 먹는지
- 2013.06.17 Bad Boys
- 2013.07.31 Kiss Tour
- 2013.11.04 바람따라
- 2013.12.11 예쁜남자 OST Part 4
- 2013.12.25 Greatest World
- 2014.01.22 둘도 없는 바보
- 2014.03.21 Who are you ?

## 음반 외 활동

### MC
- 2011년~2013년 '이승연과100인의 여자 MC
- 2012년 '엠넷(Mnet) - US엠카운트다운 MC
- 2012년 '아리랑 TV - 심플리 K팝 MC
- 2012년 '김형준의 뮤직하이 MC
- 2012년~2013년 '아리랑 TV - After School Club MC

### 방송
- 2009년 '한LOVE magazine'
- 2011년 'MTV - 레드애플 엔터테인먼트단'
- 2012년 '도전 1000곡 참가'
- 2012년 '좋은 아침'
- 2012년 '스펀지 (게스트 참가)'
- 2012년 '세바퀴 출연'
- 2012년 '대한민국 교육위원회'
- 2012년 '드림팀 2'
- 2012년 '쇼챔피언 (Sadness)'
- 2012년 '쇼챔피언 (Sadness)'
- 2012년 '특종 스타 몬스터즈'
- 2012년 '아이돌 스타 수영 선수권대회'
- 2012년 '쇼챔피언 (바람아불어라)'
- 2012년 '유희열의 스케치북'
- 2012년 '불후의 명곡 출연'
- 2013년 '세바퀴 출연'
- 2013년 '불후의 명곡 출연'
- 2013년 '불후의 명곡 출연'
- 2013년 '쇼챔피언 (바람따라)'
- 2012년 '박상면의 전파왕'
- 2013년 '아이돌 스타 육상 선수권대회'
- 2013년 '스타페이스오프 출연'
- 2013년 '좋은 아침 출연'
- 2014년 'Led Apple in Europe'

### 드라마
- 2012년 SBS《아름다운 그대에게》 레드애플 (게스트)

### 뮤직비디오
- 2010 1집 대쉬 레드애플 [Led apple]
- 2011 2집 니가뭔데 레드애플 [Led apple]
- 2011 Birthday killer 레드애플 [Led apple]
- 2011 밤밤밤 레드애플 [Led apple]
- 2011 3집 CODA 레드애플 [Led apple]
- 2012 4집 Time Is Up 레드애플 [Led apple]
- 2012 5집 SADNESS 레드애플 [Led apple]
- 2012 EP Run To You 레드애플 [Led apple]
- 2012 6집 바람아 불어라 [Led apple]
- 2013 With Coffee (레드애플 한별&지아) [Led apple]
- 2013 아름이 - "아직 우린" (건우 출연) [아름이]
- 2013 밥은 제때 먹는지 [Led apple]
- 2013 EP Bad Boys [Led apple]
- 2013 EP Gimmi Gimmi Love (1st Japan Mini Album) [Led apple]
- 2013 바람따라 [Led apple]
- 2013 Greatest World (1st Japan Digter Single Album) [Led apple]
- 2014 Who are you? [Led apple]

### 연기 활동
- 2013 아름이 - "아직 우린" (건우 출연) [아름이]

### MUSIC NOTE
- 2012년~2014년 : MUSIC NOTE
- 2012년~2014년 : SPECIAL MUSIC NOTE

### 시구
- 2012 KBO 넥센 히어로즈 목동야구장 시구 (Sadness)
- 2012 KBL 신한은행 안산 와동체육관 시구 (Sadness)
- 2012 KBO 넥센 히어로즈 목동야구장 시구 (바람아 불어라)

### 공연
- 2012. 05. 11 : 레드애플 콘서트 (홍대 사운드홀릭)
- 2012. 10. 05 : 레드애플 콘서트 (홍대 브이홀)
- 2013. 05. 03 : 레드애플 일보(一步) 콘서트 - 일보시부야 오이스트 (O-EAST)
- 2013. 05. 04 : 레드애플 일보(一步) 콘서트 - 신주쿠의 케이스테이지오(K-Stage-O!)
- 2013. 09 : 레드애플 Japan 콘서트
- 2013. 12. 25 ~ : 레드애플 World Tour (일본, 미국, 네덜란드, 싱가포르, 루마니아, 이탈리아 등)
- 2014. 08. 02 : 레드애플 JUMP 콘서트 (일본)
- 2014. 10. 19 : BIGLIVE 2014 콘서트

## 홍보 대사
- 2013년 4월 : 허브 나눔 캠페인 홈보대사

## 수상 내역

### 시상
| 연도   | 수상 내역                                                |
| ------ | -------------------------------------------------------- |
| 2011년 | - 웨이브K 슈퍼루키어워드 수상                            |
| 2012년 | - 제20회 대한민국문화연예대상 가요부문 아이돌 신인가수상 |
| 2014년 | - 네오블루밴드 수성 페스티벌 수상                        |